# Movimento político
Movimento político pode ser entendido, em termos clássicos  por suas duas palavras: 
- por movimento entende-se uma ideia, um grupo ou atividade não institucionalizados -- diferentemente, por exemplo, de partido político;
- por político entende-se sua atuação na esfera da política.

Assim, um movimento político seria um grupo não institucionalizado que tem atuação política.